# Voetbal Vlaanderen
Voetbal Vlaanderen (VV) vertegenwoordigt de voetbalclubs in de Vlaamse Gemeenschap.

## Historiek
Het is een vzw die in 2017 werd opgericht na een fusie van Voetbalfederatie Vlaanderen (VFV) met de Vlaamse Minivoetbalfederatie (VMF) en de Koninklijke Belgische Liefhebbers Voetbalbond (KBLVB). Later trad ook de Koninklijke Vlaamse Voetbalbond toe. Alle voetbalclubs uit de provincies Antwerpen, Limburg, Oost-Vlaanderen, West-Vlaanderen en Vlaams-Brabant  zijn automatisch lid van deze federatie. Ook clubs uit het Brussels Hoofdstedelijk Gewest en uit Waalse gemeenten met faciliteiten voor Nederlandstaligen kunnen lid worden. 
Alhoewel sport sinds de tweede staatshervorming in 1980 in België de bevoegdheid van de gemeenschappen werd, bleef de KBVB nationaal werken. Dit ontnam de Vlaamse voetbalclubs de mogelijkheid om subsidies te krijgen van de Vlaamse Gemeenschap. Pas in 2008 werd binnen de KBVB beslist om het amateur- en jeugdvoetbal te splitsen. Daarvoor werd een Vlaamse vleugel, de Voetbalfederatie Vlaanderen opgericht, die in 2009 erkend werd door de Vlaamse Gemeenschap. In 2011 ontving de VFV al bijna twee miljoen euro aan subsidies. In 2017 werd na een fusie met de Vlaamse Minivoetbalfederatie, de federatie van het minivoetbal, en de Koninklijke Belgische Liefhebbersvoetbalbond, Voetbal Vlaanderen opgericht. Ook de Koninklijke Vlaamse Voetbalbond trad na de fusie toe.

## Competities
Voetbal Vlaanderen organiseert samen met de  KBVB  de volgende competities:
- Herenvoetbal:
  - eerste klasse amateurs
- Vrouwenvoetbal
  - nationale reeksen
- Jeugdcompetities
  - nationale jeugdcompetities
- Futsal-competities
  - nationale reeksen
- G-voetbal-competities
  - nationale reeksen

Voetbal Vlaanderen organiseert zelf de volgende competities:
- Herenvoetbal:
  - tweede klasse amateurs VV
  - derde klasse amateurs VV
  - Provinciale reeksen Antwerpen, Limburg, Oost-Vlaanderen en West-Vlaanderen
- Vrouwenvoetbal
  - provinciale reeksen
- Jeugdcompetities
  - provinciale jeugdcompetities
- Futsal-competities
  - provinciale reeksen
- G-voetbal-competities
  - provinciale reeksen

- Via aangesloten bonden worden ook competities voor bedrijfsvoetbal ingericht.

Voor de organisatie van het voetbal in Vlaams-Brabant besloten Voetbal Vlaanderen en de KBVB door middel van een samenwerkingsakkoord tot de oprichting van een sportieve provincie Brabant, die naast Vlaams-Brabant ook de provincie Waals-Brabant en de clubs uit het hoofdstedelijk gewest Brussel bevat. De competities zijn evenwel volledig gesplitst tussen clubs van Voetbal Vlaanderen en clubs van ACFF.
Buiten het organiseren van competities, houdt Voetbal Vlaanderen zich ook bezig met de opleiding van trainers en het beleid van Topsportscholen.

## Voorzitters
- 2009-2013: Herman Wijnants
- 2013-2015: Johan Timmermans
- 2015-2019: Gilbert Timmermans
- 2019-2023: Marc Van Craen
- 2023-    : Jorg Keldermans